# Nowe Grodzkie
Nowe Grodzkie – wieś w Polsce położona w województwie podlaskim, w powiecie wysokomazowieckim, w gminie Kulesze Kościelne.
Zaścianek szlachecki Nowe należący do okolicy zaściankowej Grodzkie położony był w drugiej połowie XVII wieku w powiecie brańskim ziemi bielskiej województwa podlaskiego. W latach 1975–1998 miejscowość administracyjnie należała do województwa łomżyńskiego.
Wierni kościoła rzymskokatolickiego należą do parafii św. Bartłomieja Apostoła w Kuleszach Kościelnych.

## Historia
Grodzkie Stare, Grodzkie Nowe i Grodzkie Szczepanowięta otrzymały nazwę od niedalekiego grodu jaki istniał nad rzeczką Rokitnicą w pobliżu wsi Wnory.
W 1827 roku w miejscowości 22 domy (dwory) i 119 mieszkańców.
Według opisu z roku 1840 folwark Grodzkie Nowawieś lit. S miał powierzchnię 246 morgów (grunty orne i ogrody–120 morgów, łąki-20, pastwiska-30, nieużytki i place -1). Grunty włościańskie-30 morgów.
Pod koniec XIX w. Słownik geograficzny Królestwa Polskiego i innych krajów słowiańskich informuje, że miejscowość leży w powiecie mazowieckim, gmina Chojany parafia Kulesze
W 1891 roku istniało tu 17 drobnoszlacheckich gospodarstw na 175 ha ziemi. Średnie gospodarstwo o powierzchni 10,4 ha.
W 1921 roku wieś liczyła 26 domów i 166 mieszkańców, w tym 4 Żydów.
1. klasowa szkoła powszechna licząca 56 uczniów została tu zorganizowana w roku 1922. Funkcjonowała do końca lat dwudziestych. Nauczyciele: Aleksander Skawski i Teofil Wnorowski. Szkołę notowano również w czasie II wojny światowej.